# Kornosiris (PM 4550)
In der umfangreichen ägyptischen Sammlung des Roemer- und Pelizaeus-Museum Hildesheim befindet sich ein gebrannter Tonziegel mit der Darstellung des Totengottes Osiris, ein sogenannter Kornosiris, auch „sprossender Osiris“, aus der Spätzeit, 6./5. Jahrhundert v. Chr. (Inventarnummer: PM 4550).

## Fundort
Die Herkunft des Objektes ist unbekannt. Der Ägyptologe Hans Kayser, der von 1945 bis 1974 Direktor des Roemer- und Pelizaeus-Museum war, erwarb den Kornosiris um 1960 für das Museum.

## Größe
Der Kornosiris ist 6 cm hoch, 21,5 cm lang und 10,5 cm breit, etwas kleiner als die Ziegelsteine der heutigen Zeit.

## Beschreibung und Erhaltungszustand
Auf der Oberseite des gebrannten Tonziegels ist stark versenkt das Umrissbild des Totengottes Osiris in der Seitenansicht dargestellt. Osiris schaut nach rechts und trägt die für ihn typische Atefkrone mit den beiden Straußenfedern. In seinen Händen hält er die Insignien seiner Herrschaft im Totenreich, Krummstab und Flagellum. Sein Körper ist wie üblich bis auf Kopf und Arme eng eingehüllt wie eine Mumie dargestellt. Anlässlich der Bestattungsriten spielte der Kornosiris eine wichtige Rolle. Für die Bestattungsriten wurde der Hohlraum mit einer Mischung aus Erde und Getreidekörnern gefüllt, die anschließend befeuchtet wurde, so dass die Saat keimen konnte. Diese Vorgehensweise verkörpert den Charakter des Osiris als Vegetations- und Fruchtbarkeitsgott und garantierte dem Verstorbenen in analoger Weise die erhoffte Regeneration, seine Wiedergeburt. Wenngleich derartig gestaltete Ziegel erst in der Spätzeit auftauchten, lässt sich die grundsätzliche Sitte bis in das Neue Reich zurückverfolgen. In einigen Königs- und Privatgräbern der 18. Dynastie wurden osirisförmige, lebensgroße Holzkästen gefunden, die – den Kornmumien vergleichbar – wie eine Mumie in Stoffbinden eingewickelt waren. Im Grab des Tutanchamun fand sich in der Schatzkammer in einer großen Kiste ebenfalls ein Kornosiris, der vollständig umwickelt war. Vermutlich fanden die Kornosiris-Ziegel auch im Rahmen der Kultfeste für Osiris Verwendung.
Ein literarischer Beleg, der die im „Kornosiris“ verborgene Analogie zwischen Säen und Gedeihen des Korns und der Bestattung und Auferstehung des Menschen in formelhaft verkürzter Form zum Ausdruck bringt, findet sich in den Sargtexten IV.169. „Ich lebe, ich sterbe, ich bin die Gerste, nicht vergehe ich!“ Das heißt, dass Korn, das in die Erde gesenkt wird, im Dunklen in der Unterwelt lebt und als neues Korn wächst und aufersteht.